# Mariakapel (Stein)

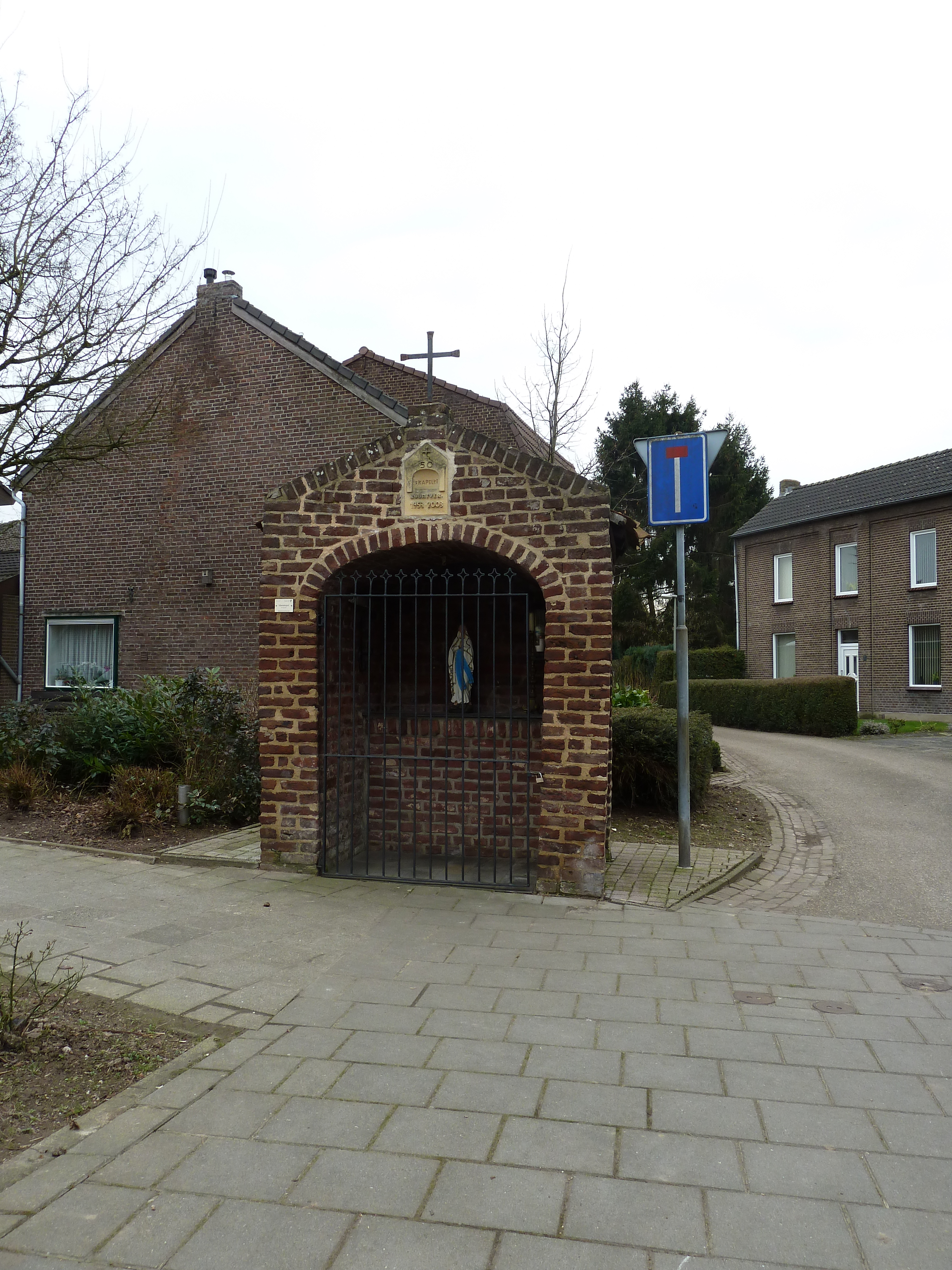
De Mariakapel

De Mariakapel is een kapel in Stein in de Nederlands Zuid-Limburgse gemeente Stein. De kapel staat aan de Den Hoekstraat waar Krikelsveldweg hierop uitkomt.
De kapel is gewijd aan Maria.

## Geschiedenis
Aan het einde van de 19e eeuw werd de kapel gebouwd door een plaatselijke caféhouder op de plaats waar voordien een wegkruis stond onder een grote lindenboom. De caféhouder bouwde de kapel uit dank voor de genezing van zijn zieke dochter.
In 1949 werd de kapel opgeknapt.

## Bouwwerk
De bakstenen kapel is in veldbrandsteen opgetrokken op een rechthoekig plattegrond en wordt gedekt door een zadeldak met pannen. De achtergevel en frontgevel steken iets uit waardoor de zijgevels iets terug liggen, met bovenaan de zijgevels een dubbele muizentand als decoratie. De frontgevel is een puntgevel met op de top een smeedijzeren kruis. In de frontgevel bevindt zich de korfboogvormige toegang die wordt afgesloten met een smeedijzeren hek. Boven de toegangsboog is in de frontgevel een gedenksteen ingemetseld met de tekst:

50
BUURTVER.
1953-2003

Van binnen is de kapel uitgevoerd in veldbrandsteen en tegen de achterwand is het massieve bakstenen altaar gemetseld. Op het altaar staat een Mariabeeldje dat een biddende Maria toont met haar handen samengevouwen.